# Vampyressa elisabethae
Vampyressa elisabethae és una espècie de ratpenat de la família dels fil·lostòmids. És endèmic de la província panamenya de Bocas del Toro. És un ratpenat de petites dimensions, amb una llargada total de 53-58 mm, els avantbraços de 36,2-37,8 mm, els peus de 9,3-10,9 mm i les orelles de 16 mm. Com que fou descoberta fa poc, encara no se n'ha avaluat l'estat de conservació.